# Desmacella austini
Desmacella austini är en svampdjursart som beskrevs av Lehnert, Conway, Barrie och Krautter 2005. Desmacella austini ingår i släktet Desmacella och familjen Desmacellidae. Inga underarter finns listade i Catalogue of Life.